# Siván
Siván (hebreo: סִיוָן; del acadio simānu "fecha, estación, época"; o quizás también de siwānu "calor, ardor solar", al ser un mes luminoso y cálido) es el noveno mes del calendario hebreo moderno, que comienza su cómputo a partir del mes de Tishrei con la Creación del mundo, y el tercer mes según el ordenamiento de los meses en la Biblia, que comienza por Nisán, en conmemoración de la salida de los hebreos de la esclavitud en Egipto.
El nombre otorgado al mes de Siván en la Biblia es simplemente "el tercer mes", siguiendo la numeración ordinal, al igual que el resto de los meses del año hebreo en la Torá: "Al tercer mes después de la salida de Egipto, ese mismo día, llegaron los hijos de Israel al desierto de Sinaí" (Éxodo).
Su nombre actual, Siván, tiene sus orígenes en los nombres de los meses de la antigua Babilonia, provenientes del idioma acadio, y de aquí fueron adoptados por los judíos allí desterrados entre 586 a. C. y 536 a. C., luego de haber sido llevados al exilio por el rey Nabucodonosor II. Siván figura ya con su nuevo nombre babilónico en la Biblia, tan solo una vez: "Fueron convocados al momento los secretarios del rey, en el mes tercero, que es el mes de Siván, el día veintitrés" (Ester 8:9).
Siván cuenta siempre con 30 días, y es un mes de primavera (boreal), paralelo a los meses gregorianos de mayo y junio, según el año. Su signo del Zodíaco es Géminis, aludiendo a Moisés y a su hermano Aarón, el primer sacerdote o cohen, por medio de quienes Dios dio la Torá al pueblo judío en el Monte Sinaí, lo cual ocurrió en el mes de Siván.

## Período
Durante los años 5761–5860 del calendario hebreo, Siván ocurre entre los siguientes períodos del calendario gregoriano:
| Duración de los años | Comienzo de Siván     | Fin de Siván           |
| -------------------- | --------------------- | ---------------------- |
| 353 días             | 9 de mayo–26 de mayo  | 8 de junio–25 de junio |
| 354 días             | 9 de mayo–28 de mayo  | 8 de junio–27 de junio |
| 355 días             | 10 de mayo–28 de mayo | 9 de junio–27 de junio |
| 383 días             | 28 de mayo–7 de junio | 27 de junio–7 de julio |
| 384 días             | 30 de mayo–7 de junio | 29 de junio–7 de julio |
| 385 días             | 29 de mayo–8 de junio | 28 de junio–8 de julio |

## Festividades judías en Siván
- Shavuot, "Pentecostés" o "Fiesta de las Semanas" - el 6 de Siván, culmina el periodo de siete semanas a partir del segundo día de Pésaj, durante las que se procede a la cuenta de las gavillas antiguamente ofrendadas en el Templo de Jerusalén (Sefirat Ha'Ómer), y conmemora la entrega de la Torá al pueblo de Israel de manos de Moisés, en el Monte Sinaí; por lo cual la celebración es llamada también "Fiesta de entrega de las Tablas de la Ley". Es la segunda de las tres peregrinaciones a Jerusalén que se llevaban a cabo en épocas del Templo de Salomón: "Tres veces al año se presentarán todos tus varones ante Yahveh tu Dios, en el lugar elegido por Él: en la fiesta de los Ázimos (=Pésaj), en la fiesta de las Semanas (=Shavuot), y en la fiesta de las Tiendas (=Sukot)" (Deuteronomio 16:16). Celebra también la llegada de las cosechas y las primicias, y de aquí otro de los nombres de la festividad, "Fiesta de las primicias": "El día de las primicias, cuando ofrezcáis a Yahweh oblación de frutos nuevos en vuestra fiesta de las Semanas" (Números); "Celebrarás la fiesta de las Semanas: la de las primicias de la siega del trigo" (Éxodo).